# USS Enterprise (CV-6)
USS Enterprise (CV-6), còn có tên lóng là "Big E", là chiếc tàu sân bay thứ sáu của Hải quân Hoa Kỳ và là một trong tám tàu chiến của Hải quân Mỹ được đặt cái tên theo truyền thống này. Được hạ thủy vào năm 1936, nó là một tàu chiến thuộc lớp Yorktown, và là một trong số ba tàu sân bay Mỹ được đưa vào hoạt động trước Thế Chiến II sống sót qua cuộc chiến tranh (hai chiếc kia là Saratoga (CV-3) và Ranger (CV-4). Con tàu đã tham gia vào nhiều chiến dịch chủ yếu chống lại lực lượng Nhật Bản hơn bất kỳ tàu chiến Hoa Kỳ nào khác, bao gồm các trận Midway, trận chiến Đông Solomon, trận chiến quần đảo Santa Cruz, nhiều cuộc giáp chiến trong chiến dịch Guadalcanal, trận chiến biển Philippine, và trận chiến vịnh Leyte, cũng như là "cuộc không kích Doolittle" nhắm vào Tokyo. Trong ba sự kiện khác nhau trong suốt cuộc chiến tại Thái Bình Dương, người Nhật đã tuyến bố rằng nó đã bị đánh chìm trong chiến đấu.
Enterprise được trao tặng 20 Ngôi sao Chiến trận, thành tích cao nhất trong mọi tàu chiến Hoa Kỳ trong Thế Chiến II. Nó là chiếc tàu duy nhất không thuộc Hải quân Hoàng gia Anh nhận được phần thưởng cao quý nhất Cờ hiệu Hải quân Anh trong suốt lịch sử 400 năm kể từ khi đặt ra phần thưởng này. Một số tác giả xem nó là chiếc tàu chiến vinh quang và danh dự nhất trong suốt lịch sử của Hải quân Hoa Kỳ, có lẽ chỉ cạnh tranh với chiếc chiến thuyền thế kỷ 18 USS Constitution huyền thoại.

## Thiết kế và chế tạo
Sau khi việc chế tạo được Quốc hội Hoa Kỳ thông qua bởi một đạo luật vào ngày 16 tháng 6 năm 1933, Enterprise được đặt lườn vào ngày 16 tháng 7 năm 1934, rồi được hạ thủy vào ngày 3 tháng 10 năm 1936 tại xưởng tàu Newport News Shipbuilding, được đỡ đầu bởi bà Lulie Swanson, phu nhân của Bộ trưởng Hải quân Claude A. Swanson. Con tàu nhập biên chế vào ngày 12 tháng 5 năm 1938 dưới quyền chỉ huy của hạm trưởng, Đại tá Hải quân Newton H. White.

## Lịch sử hoạt động

### Các hoạt động ban đầu
Enterprise thực hiện chuyến chạy thử về phía Nam, đi đến Rio de Janeiro, Brazil. Sau khi quay trở về, nó hoạt động dọc theo vùng bờ Đông Hoa Kỳ và tại vùng biển Caribbe cho đến tháng 4 năm 1939, khi nó được phái sang phục vụ tại Thái Bình Dương. Enterprise là một trong số mười bốn chiếc tàu chiến được trang bị kiểu radar ban đầu RCA CXAM-1.
Thoạt tiên đặt căn cứ tại San Diego, California, và sau đó tại Trân Châu Cảng thuộc quần đảo Hawaii khi Tổng thống Franklin D. Roosevelt yêu cầu hạm đội được 'bố trí ở các căn cứ tiền phương', chiếc tàu sân bay và các phi đội của nó tiến hành huấn luyện tích cực cũng như phục vụ chuyên chở máy bay đến các căn cứ ở các đảo trên Thái Bình Dương. Enterprise đã hoàn tất một nhiệm vụ như vậy, chuyển giao Phi đội Tiêm kích VMF-211 Thủy quân Lục chiến đến đảo Wake vào ngày 2 tháng 12 năm 1941, và đang trên đường quay về Oahu khi Hải quân Nhật bất ngờ tấn công Trân Châu Cảng.

### Trận Trân Châu Cảng
Enterprise đang trên đường quay về đảo Oahu vào sáng ngày 7 tháng 12 năm 1941, sau khi hoàn thành nhiệm vụ chuyển giao máy bay và phi công Thủy quân Lục chiến thuộc phi đội VMF-211 đến đảo Wake. Mười tám chiếc máy bay ném bom bổ nhào SBD Dauntless thuộc các phi đội VS-6 và VB-6 của chiếc Enterprise về đến Trân Châu Cảng đang khi diễn ra trận tấn công, và cho dù bị bất ngờ, đã ngay lập tức bước vào hành động để phòng thủ căn cứ hải quân. VS-6 bị mất sáu máy bay trong trận tập kích, trong khi VB-6 mất một chiếc. Nhiều chiếc trong số này bị máy bay Nhật bắn rơi, tuy nhiên có ít nhất một chiếc bị mất do hỏa lực phòng không dày đặc, và thêm nhiều chiếc bị hư hại. Vào một lúc trên sóng liên lạc radio đã nghe được: "Đừng bắn tôi, đây là ‘six baker three’, một máy bay Mỹ" và lát sau cũng viên phi công đó (Thiếu úy Manuel Gonzales của VB-6) được nghe thấy đã yêu cầu xạ thủ/điện báo viên của anh chuẩn bị đáp trên mặt nước.  Đại úy Clarence Dickinson và xạ thủ súng máy William C. Miller thuộc VS-6 được ghi nhận bắn hạ một máy bay Nhật trước khi bị buộc phải thoát ra sau khi máy bay bị bắt lửa. Dickinson sau đó tìm cách đến được đảo Ford để lái một máy bay khác và tham gia vào việc tìm kiếm hạm đội Nhật. Anh đã được đề nghị tặng thưởng vì "thể hiện lòng can đảm tuyệt vời, sức chịu đựng, trung thành với nghĩa vụ, hành động hợp lý và bình tĩnh trong chiến đấu".
Enterprise cũng tung ra sáu chiếc Grumman F4F Wildcat thuộc phi đội VF-6 tiếp theo sau cuộc tấn công; tất cả ngoại trừ hai chiếc bị bắn rơi bởi hỏa lực phòng không khi họ tìm cách hạ cánh trên đảo Ford đêm đó. Trong thời gian đó, chiếc tàu sân bay thu thập những chiếc máy bay còn lại trong một nỗ lực vô vọng nhằm tìm kiếm lực lượng tấn công Nhật Bản; cuộc tìm kiếm hướng về phía Tây và Nam đảo Oahu, trong khi lực lượng Nhật rút lui về hướng Tây Bắc. Enterprise trở vào Trân Châu Cảng trong đêm 8 tháng 12 để tiếp nhiên liệu và tiếp liệu, và khởi hành sáng sớm ngày hôm sau để tuần tra đề phòng các cuộc tấn công khác có thể xảy ra nhắm vào quần đảo Hawaii. Cho dù nhóm không gặp được chiếc tàu nổi nào, máy bay của Enterprise cũng đã đánh chìm chiếc tàu ngầm Nhật I-70 ở tọa độ 23°45′B 155°35′T / 23,75°B 155,583°T vào ngày 10 tháng 12 năm 1941.
Trong khoảng thời gian hai tuần lễ cuối của tháng 12 năm 1941, Enterprise và đội đặc nhiệm của nó tuần tra phía Tây quần đảo Hawaii để bảo vệ trong khi hai đội tàu sân bay kia thực hiện một nỗ lực đã quá trễ nhằm giải cứu đảo Wake. Sau một thời gian nghỉ ngơi ngắn tại Trân Châu Cảng, nhóm Enterprise khởi hành ngày 11 tháng 1 năm 1942 nhằm bảo vệ các đoàn tàu vận tải đến tăng cường cho đảo Samoa. Vào ngày 1 tháng 2, nhóm đặc nhiệm không kích vào các đảo Kwajalein, Wotje và Maloelap trong quần đảo Marshall, đánh chìm ba tàu, gây hư hại tám chiếc, và phá hủy nhiều máy bay và các cơ sở trên mặt đất. Enterprise chỉ chịu những thiệt hại nhỏ do sự phản công của Nhật khi nhóm của nó rút về Trân Châu Cảng.

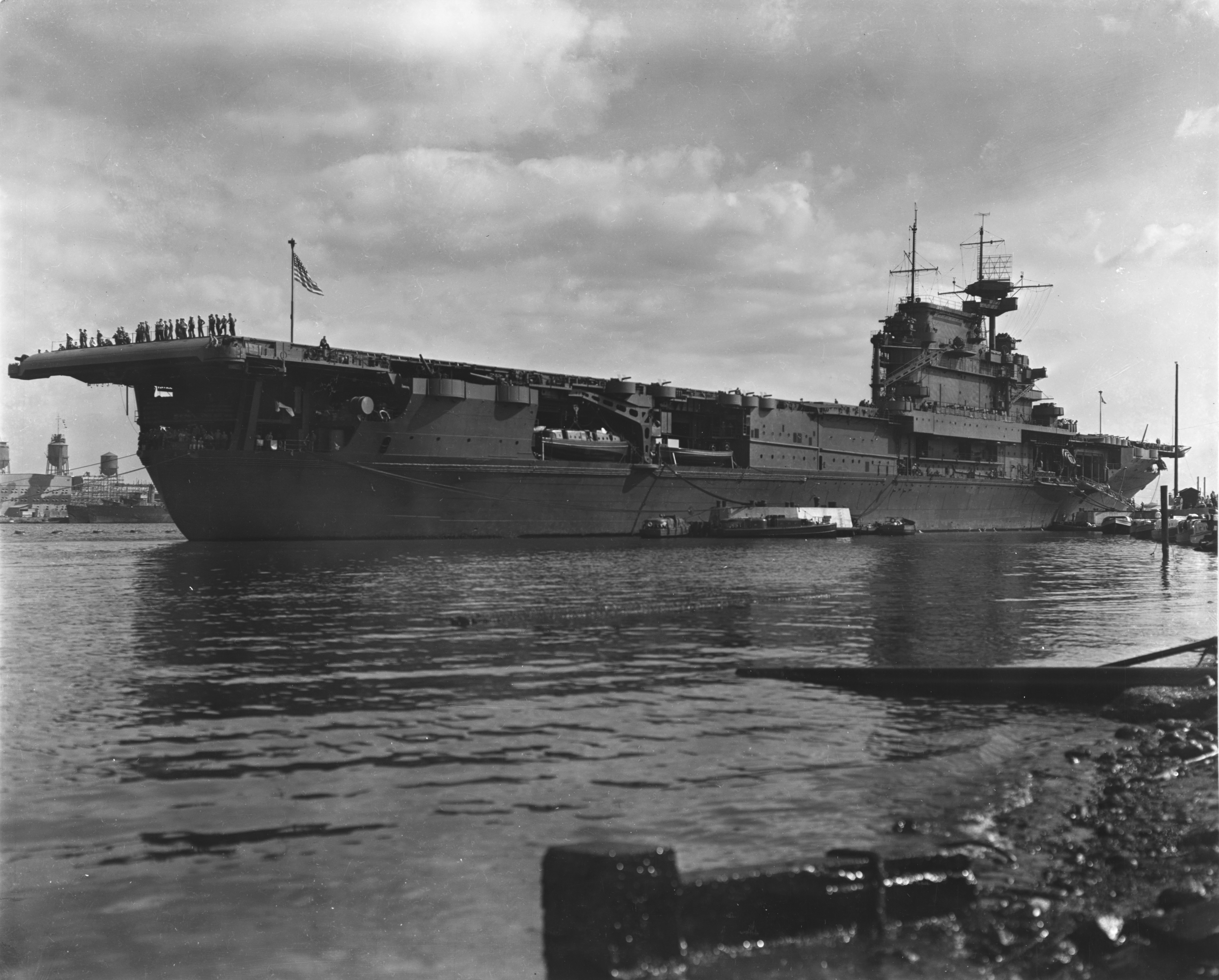
Enterprise neo đậu tại Trân Châu Cảng, tháng 3 năm 1942.

Trong tháng tiếp theo, nhóm Enterprise lướt qua vùng Trung Thái Bình Dương, tấn công các căn cứ của đối phương trên đảo Wake và quần đảo Marcus, rồi được sửa chữa và nâng cấp các cải tiến nhỏ tại Trân Châu Cảng. Vào ngày 8 tháng 4 năm 1942, nó lên đường để gặp gỡ chiếc tàu chị em Hornet (CV-8) rồi hướng về phía Tây hộ tống cho Hornet trong nhiệm vụ tung ra 16 chiếc máy bay ném bom B-25 Mitchell của Lục quân trong sự kiện "Không kích Doolittle" nhắm vào Tokyo. Trong khi những chiếc máy bay tiêm kích của Enterprise bay tuần tra chiến đấu trên không (CAP), những chiếc B-25 được phóng lên vào ngày 18 tháng 4, và đã bay tiếp chặng đường 966 km (600 dặm) đến mục tiêu mà không bị phát hiện. Nhóm đặc nhiệm, mà sự hiện diện của họ bị đối phương phát hiện vì bị các tàu nhỏ nhìn thấy, đã đổi hướng và quay về đến Trân Châu Cảng ngày 25 tháng 4.

### Trận Midway

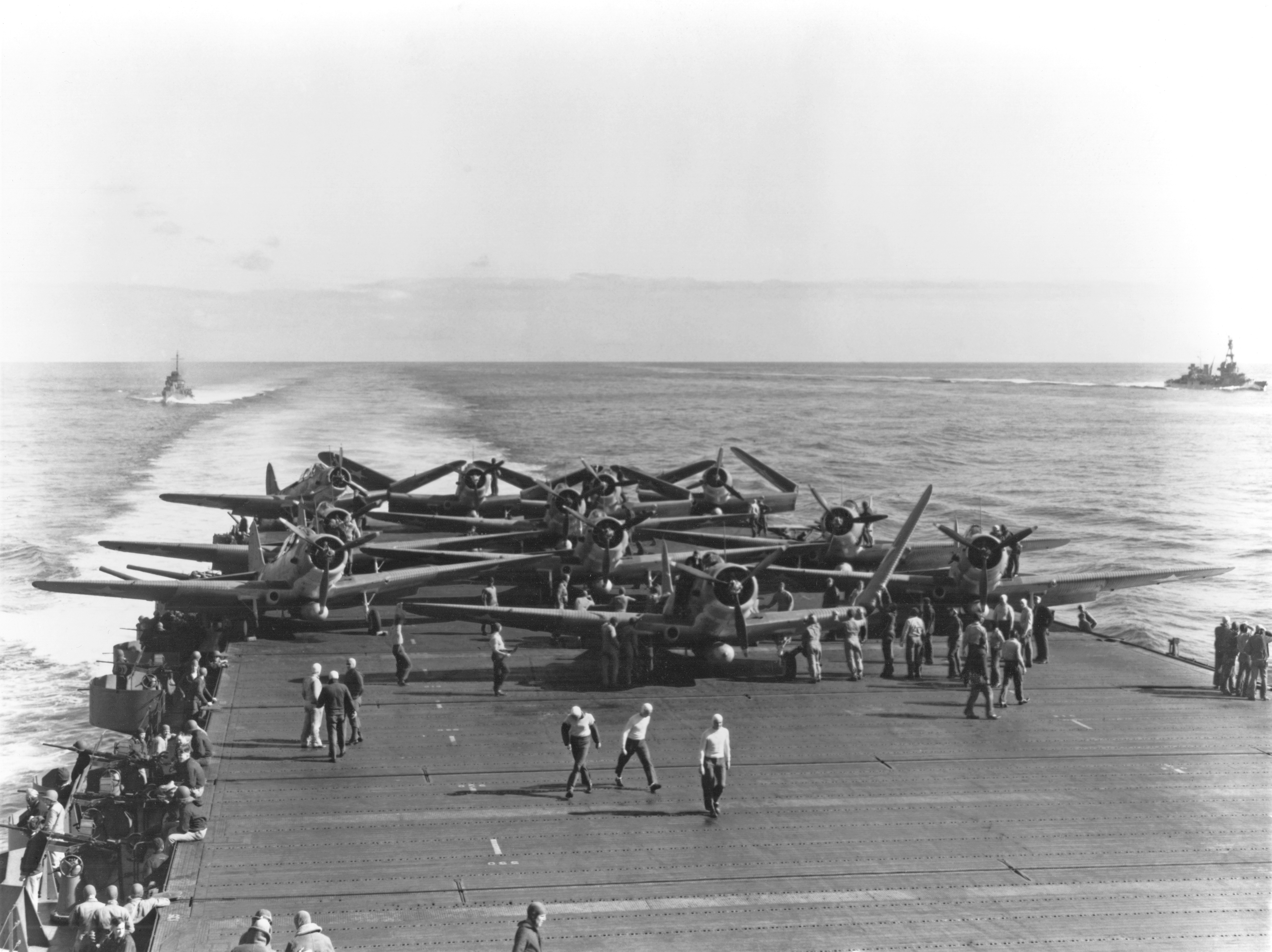
Những chiếc TBD thuộc phi đội VT-6 trên chiếc USS Enterprise trong trận Midway.

Năm ngày sau, chiếc "Big E" khởi hành hướng về Nam Thái Bình Dương nhằm tăng cường cho các tàu sân bay Mỹ hoạt động tại biển Coral. Tuy nhiên, trận chiến biển Coral đã kết thúc trước khi Enterprise đến nơi. Enterprise quay về Trân Châu Cảng ngày 26 tháng 5, và bắt đầu khẩn trương chuẩn bị nhằm đối đầu cuộc tấn công của Nhật được dự đoán tại đảo Midway.
Ngày 28 tháng 5, Enterprise khởi hành như là kỳ hạm của Chuẩn Đô đốc Raymond A. Spruance với mệnh lệnh "phải giữ vững Midway và gây thiệt hại tối đa cho đối phương bằng các chiến thuật tiêu hao sinh lực mạnh mẽ". Ngoài Enterprise, thành phần của Lực lượng Đặc nhiệm 16 còn bao gồm Hornet, sáu tàu tuần dương và mười tàu khu trục. Vào ngày 30 tháng 5, Lực lượng Đặc nhiệm 17, cùng Chuẩn Đô đốc Frank J. Fletcher trên chiếc tàu chị em Yorktown (CV-5) vốn còn đang sửa chữa, rời Trân Châu Cảng với thêm hai tàu tuần dương và sáu tàu khu trục. Do là sĩ quan cao cấp thâm niên hơn, Chuẩn Đô đốc Fletcher trở thành "Sĩ quan Chỉ huy Chiến thuật" của nhóm, vì người chỉ huy thường xuyên của lực lượng đặc nhiệm Enterprise, Phó Đô đốc William Halsey, Jr. (hay được gọi là "Bill" hoặc "Bull" Halsey), đang được điều trị trong bệnh viện tại Trân Châu Cảng.
Hai lực lượng đối địch đã liên tiếp tung ra các đợt không kích nhắm vào nhau, trong một trận chiến được xem là có tính quyết định trong lịch sử. Cho dù các lực lượng đối địch còn tiếp xúc với nhau cho đến tận ngày 7 tháng 6, chỉ đến cuối ngày 4 tháng 6, sự kết cuộc của trận chiến đã được xác định. Trận Midway mở màn sáng ngày 4 tháng 6 năm 1942, khi bốn chiếc tàu sân bay Nhật, vốn không biết đến sự hiện diện của lực lượng hải quân Mỹ, đã tung ra các cuộc không kích nhắm vào đảo Midway. Chỉ ba giờ sau khi quả bom đầu tiên nổ trên đảo Midway, các máy bay từ các tàu sân bay Mỹ đã tấn công. Chiếc Yorktown và tàu khu trục Hammann (DD-412) là những tàu chiến Mỹ duy nhất bị đánh chìm, nhưng các lực lượng đặc nhiệm 16 và 17 đã bị mất tổng cộng 113 máy bay trong trận chiến, trong đó 61 chiếc bị mất trong chiến đấu. Thiệt hại của phía Nhật Bản lớn hơn rất nhiều: bốn tàu sân bay, một tàu tuần dương và 272 máy bay. Máy bay của chiếc Enterprise đã đánh chìm các tàu sân bay Kaga và Akagi, trong khi các phi đội ném bom hỗn hợp từ Enterprise và Yorktown đã phá hủy chiếc Hiryu (máy bay từ chiếc Yorktown cũng đã đánh chìm được chiếc Soryu). Enterprise trải qua trận chiến mà không bị thiệt hại và quay về đến Trân Châu Cảng ngày 13 tháng 6 năm 1942.

### Các chiến dịch tại Nam Thái Bình Dương

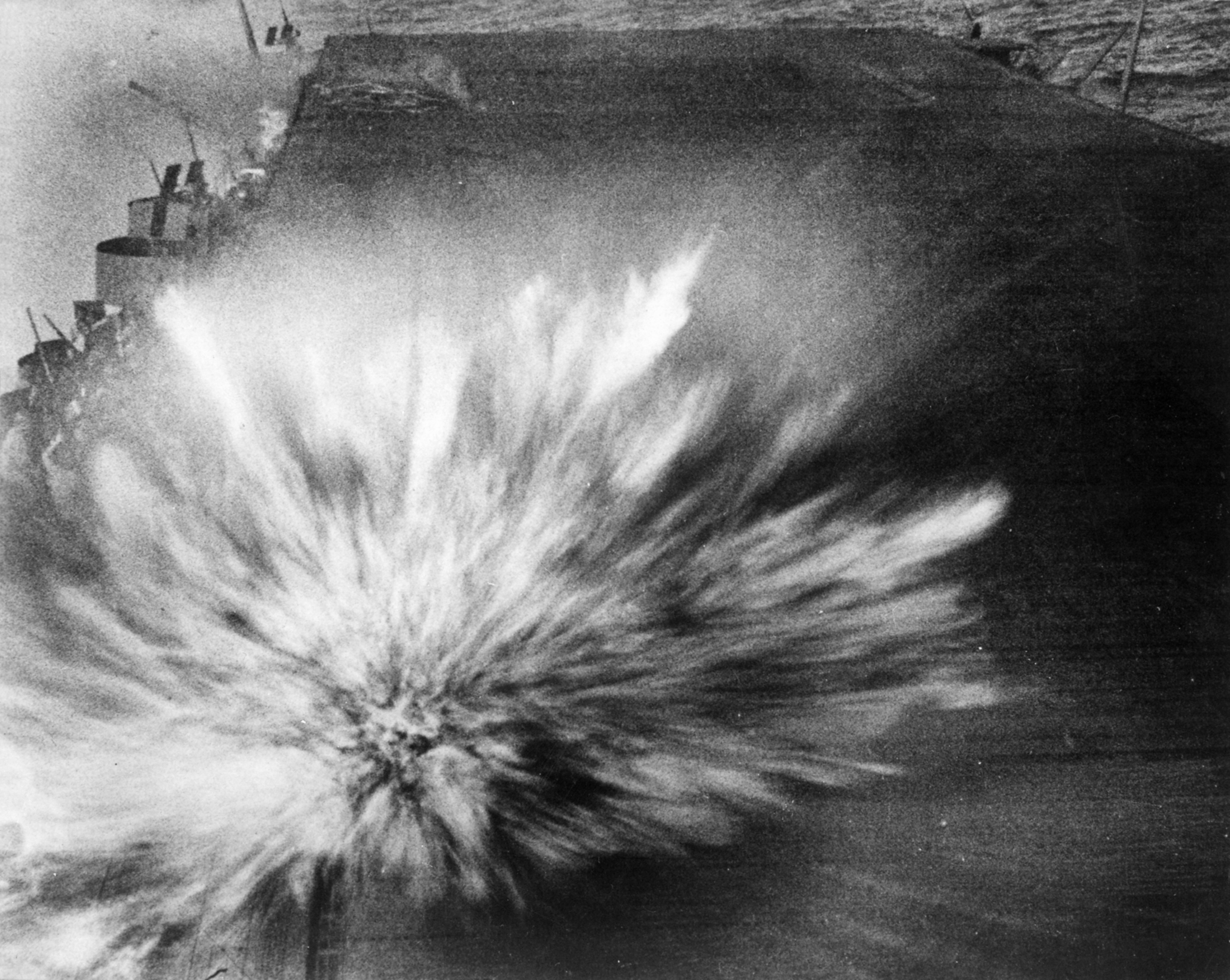
Một trái bom Nhật nổ trên sàn đáp chiếc Enterprise vào ngày 24 tháng 8 năm 1942, trong quá trình Trận chiến Đông Solomon, gây ra thiệt hại nhẹ.

Sau một tháng nghỉ ngơi và đại tu, Enterprise lại khởi hành ngày 15 tháng 7 năm 1942 để hướng đến khu vực Nam Thái Bình Dương, nơi nó gặp gỡ Lực lượng Đặc nhiệm 61 nhằm hỗ trợ chiến dịch đổ bộ xuống quần đảo Solomon vào ngày 8 tháng 8. Trong hai tuần tiếp theo, chiếc tàu sân bay và máy bay của nó bảo vệ các tuyến đường liên lạc hàng hải phía Tây Nam quần đảo Solomon. Vào ngày 24 tháng 8, một hạm đội Nhật Bản mạnh mẽ được phát hiện ra ở khoảng 320 km (200 dặm) phía Bắc đảo Guadalcanal, và Lực lượng Đặc nhiệm 61 đã tung các máy bay của nó ra tấn công. Trong Trận chiến Đông Solomon diễn ra sau đó, chiếc tàu sân bay hạng nhẹ Nhật Bản Ryūjō bị đánh chìm, và kế hoạch của phía Nhật Bản dự định đổ bộ lực lượng tăng cường lên Guadalcanal bị ngăn chặn. Enterprise chịu thiệt hại nhiều nhất trong số các tàu chiến Mỹ; ba trái bom đánh trúng và bốn trái đánh suýt trúng đã làm thiệt mạng 77 người và bị thương 91 người khác, đồng thời gây hư hại đáng kể cho chiếc tàu sân bay. Các đội kiểm soát hư hỏng đã phản ứng nhanh chóng và làm việc khó nhọc, đã sửa chữa được các hư hỏng đủ để cho phép con tàu có thể quay trở về Hawaii bằng chính động lực của mình.

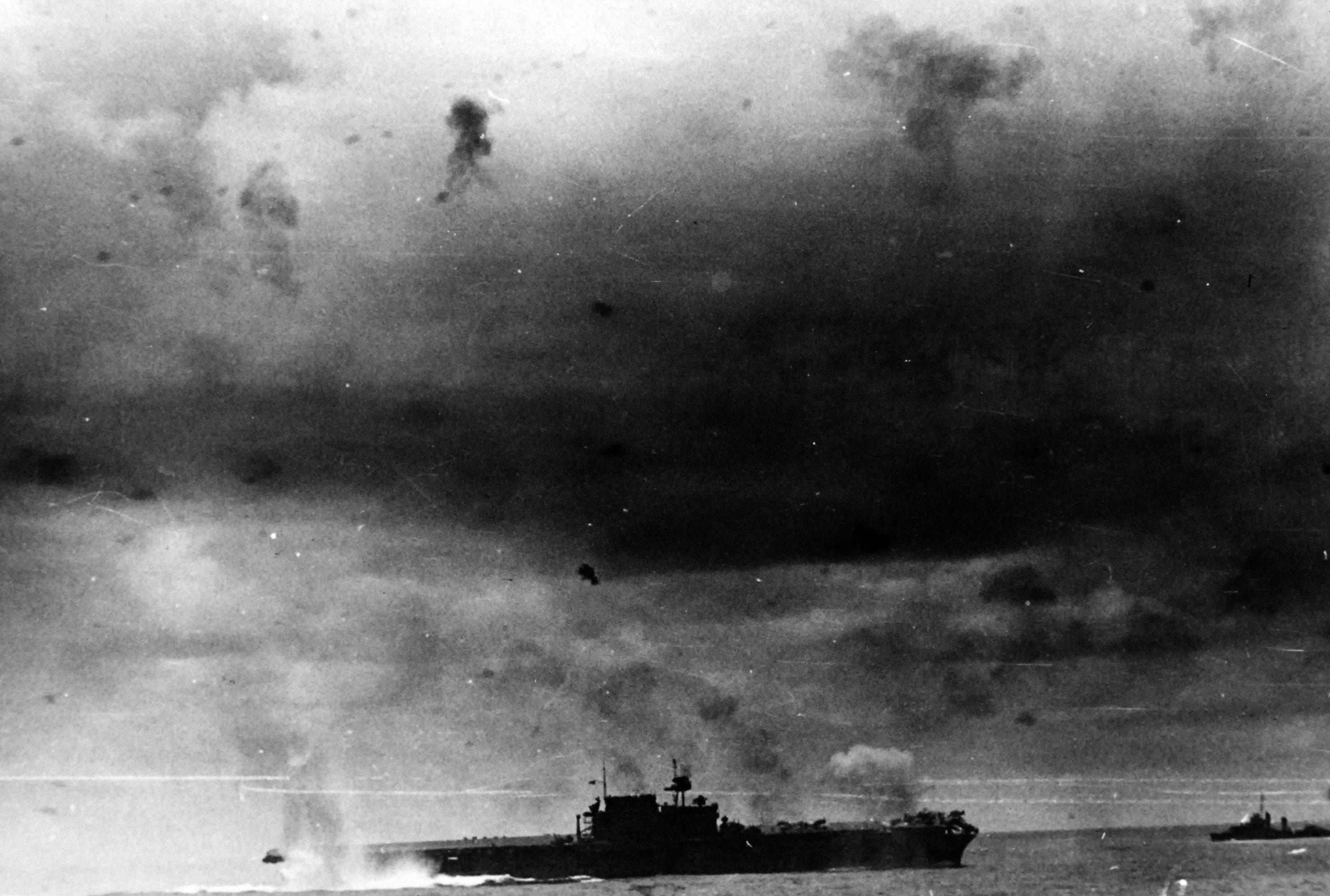
Một quả bom được thả từ máy bay Nhật phát nổ cạnh Enterprise trong Trận Santa Cruz, 26 tháng 10 năm 1942.

Sau khi được sửa chữa tại Trân Châu Cảng từ ngày 10 tháng 9 đến ngày 16 tháng 10 năm 1942, Enterprise lại một lần nữa khởi hành hướng về Nam Thái Bình Dương, nơi nó cùng Hornet tạo nên Lực lượng Đặc nhiệm 61. Vào ngày 26 tháng 10, các máy bay trinh sát của Enterprise phát hiện một lực lượng tàu sân bay Nhật và trận chiến quần đảo Santa Cruz đã diễn ra. Máy bay của Enterprise đã tấn công các tàu sân bay và tàu tuần dương đối phương, trong khi bản thân chiếc "Big E" cũng bị tấn công rất căng thẳng. Hai lần bị bom ném trúng đã khiến chiếc Enterprise bị thiệt mạng 44 người cùng 75 người bị thương.
Cho dù bị hư hỏng nghiêm trọng, nó vẫn tiếp tục hoạt động và mang lên trên mình một số lượng lớn máy bay từ chiếc Hornet khi chiếc tàu sân bay chị em bị đánh chìm. Cho dù tổn thất của phía Mỹ với một tàu sân bay và một tàu khu trục bị mất là nặng nề hơn phía Nhật với chỉ một tàu tuần dương hạng nhẹ, trận đánh đã tranh thủ được thời gian cần thiết để tăng cường lực lượng đồn trú tại Guadalcanal chống lại đợt công kích tiếp theo của Nhật. Chiếc Enterprise giờ đây là chiếc tàu sân bay Mỹ duy nhất ở trong tình trạng hoạt động tại Mặt trận Thái Bình Dương. Trên sàn đáp, thủy thủ đoàn đã trương lên dòng chữ: "(Một mình) Enterprise chống lại Nhật Bản".
Enterprise đi đến Nouméa, New Caledonia vào ngày 30 tháng 10 để sửa chữa, nhưng một đợt tấn công mới của Nhật vào quần đảo Solomon lại yêu cầu sự có mặt của chiếc tàu sân bay, và nó đã khởi hành vào ngày 11 tháng 11 trong khi nhân viên từ chiếc tàu sửa chữa Vestal (AR-4) vẫn còn đang làm việc trên tàu. Vào ngày 13 tháng 11, phi công của chiếc Enterprise đã đánh chìm chiếc thiết giáp hạm Hiei vốn đã bị hư hại trước đó. Khi trận hải chiến Guadalcanal kết thúc vào ngày 15 tháng 11 năm 1942, Enterprise đã chia sẻ thành tích đánh chìm 16 tàu và làm hư hại thêm tám chiếc khác. Chiếc tàu sân bay quay về Nouméa ngày 16 tháng 11 để hoàn tất việc sửa chữa.
Lại khởi hành vào ngày 4 tháng 12, chiếc Enterprise tiến hành huấn luyện ngoài khơi Espiritu Santo, New Hebrides cho đến ngày 28 tháng 1 năm 1943, khi nó khởi hành đi đến khu vực Solomon. Vào ngày 30 tháng 1, các máy bay tiêm kích của nó bay tuần tra chiến đấu trên không hộ tống một nhóm tàu tuần dương và tàu khu trục trong trận chiến đảo Rennell. Cho dù các máy bay của Enterprise đã tiêu diệt được hầu hết các máy bay ném bom Nhật tấn công, chiếc tàu tuần dương hạng nặng Chicago (CA-29) đã bị đánh chìm bởi ngư lôi phóng từ máy bay.
Tách khỏi nhóm sau trận đánh, chiếc tàu sân bay đi đến Espiritu Santo vào ngày 1 tháng 2, và trong vòng ba tháng tiếp theo nó hoạt động ngoài khơi căn cứ này, hỗ trợ các lực lượng Mỹ trên mặt biển cho đến tận quần đảo Solomon. Enterprise sau đó quay về Trân Châu Cảng, nơi mà vào ngày 27 tháng 5 năm 1943, Đô đốc Chester Nimitz, tư lệnh Hạm đội Thái Bình Dương, trao cho nó danh hiệu Đơn vị Tuyên dương Tổng thống đầu tiên được tặng thưởng cho một tàu chiến. Vào ngày 20 tháng 7 năm 1943, khi những chiếc tàu sân bay thuộc lớp Essex bắt đầu tham gia các hoạt động của hạm đội, nó quay về Xưởng tàu Hải quân Puget Sound, Bremerton, Washington để tiến hành đại tu vốn đã bị trì hoãn rất lâu.
Trong thực tế hoạt động, lớp tàu sân bay Yorktown tỏ ra mong manh trước sự tấn công bằng ngư lôi, nên trong đợt sửa chữa vào cuối năm 1942, Enterprise cũng nhận được các sự cải biến rộng rãi, bao gồm một vòng đai giáp chống ngư lôi vốn cải thiện đáng kể sự bảo vệ bên dưới mực nước.

### Quay lại nhiệm vụ

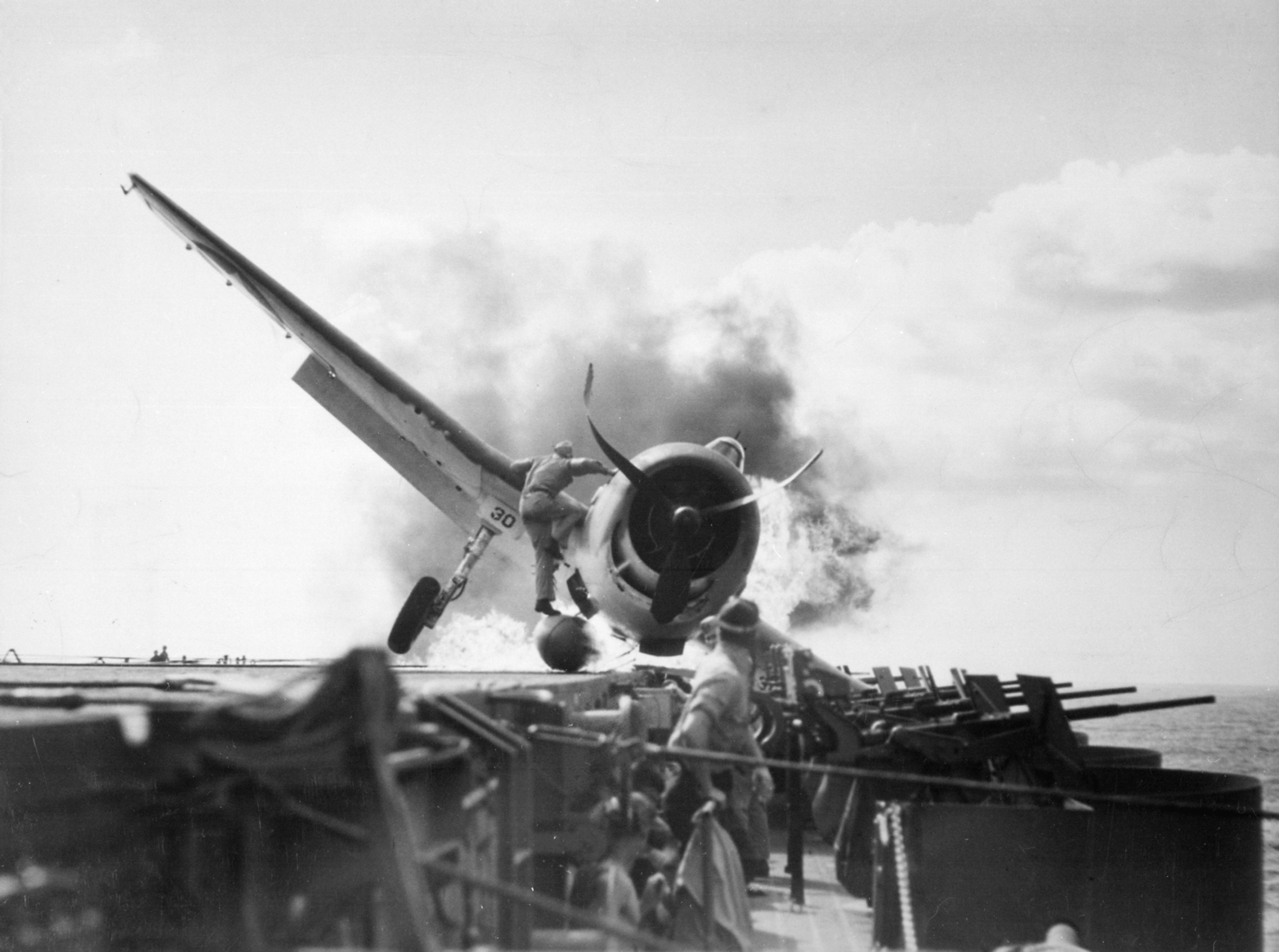
Trên đường tấn công đảo Makin ngày 10 tháng 11 năm 1943, chiếc F6F Hellcat này thuộc phi đội VF-2 bị tai nạn khi hạ cánh trên sàn đáp chiếc Enterprise.

Quay lại phục vụ vào giữa tháng 11 năm 1943, Enterprise cung cấp việc hỗ trợ từ trên không cho Sư đoàn Bộ binh 27 đổ bộ lên đảo san hô Makin từ ngày 19 đến ngày 21 tháng 11 năm 1943. Đêm 26 tháng 11, "Big E" thực hiện chuyến bay tiêm kích bay đêm đầu tiên tại Thái Bình Dương khi một tổ ba máy bay từ chiếc tàu sân bay đã phá vỡ một nhóm đông máy bay ném bom đặt căn cứ trên đất liền dự định tấn công Đội đặc nhiệm 50.2. Sau khi các máy bay của Lực lượng Đặc nhiệm 50 không kích dữ dội vào Kwajalein ngày 4 tháng 12, Enterprise quay về Trân Châu Cảng năm ngày sau đó.
Hoạt động tiếp theo sau đó của chiếc tàu sân bay là cùng Lực lượng Đặc nhiệm 58 giải tỏa áp lực tại quần đảo Marshall và hỗ trợ cho việc đổ bộ lên đảo Kwajalein từ ngày 29 tháng 1 đến ngày 3 tháng 2 năm 1944. Sau đó chiếc Enterprise tiếp tục cùng Lực lượng Đặc nhiệm 58 tiếp tục tấn công căn cứ Hải quân Nhật tại đảo san hô Truk thuộc quần đảo Caroline vào ngày 17 tháng 2. Một lần nữa, chiếc Enterprise lại viết nên lịch sử của ngành hàng không khi nó tung ra cuộc ném bom ban đêm bằng radar đầu tiên từ một tàu sân bay Mỹ. 12 chiếc máy bay ném ngư lôi trong trận tấn công này đã đạt được kết quả xuất sắc, ghi được thành tích đánh chìm gần một phần ba trong tổng số 200.000 tấn tải trọng tàu thuyền bị máy bay tiêu diệt.

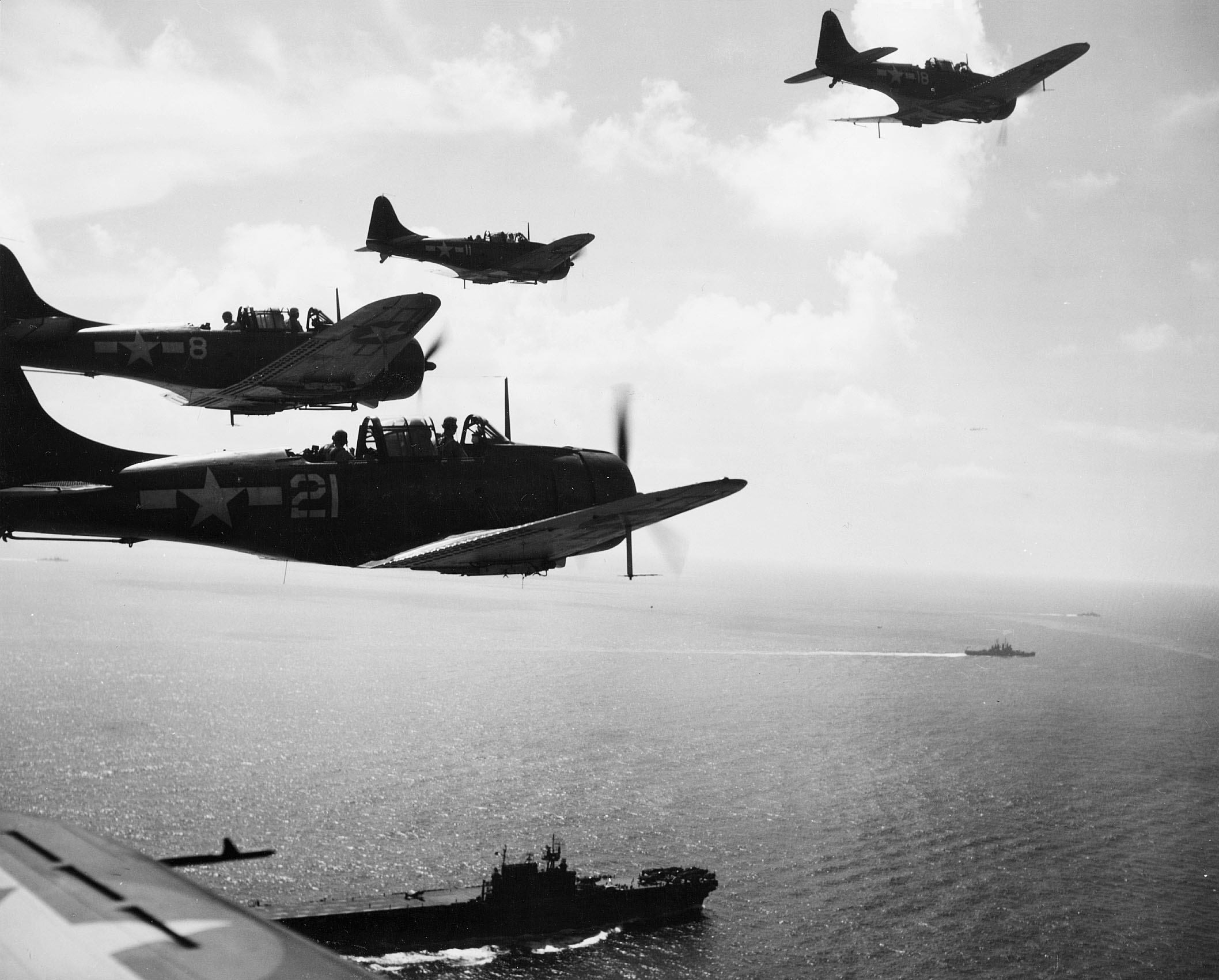
Máy bay Douglas SBD-5 Dauntless thuộc Phi đội Ném bom Bổ nhào số 10 (VB-10) đang chuẩn bị hạ cánh trên chiếc Enterprise sau nhiệm vụ không kích ở Palau, 30 tháng 3 năm 1944.

Tách khỏi Lực lượng Đặc nhiệm TF 58, Enterprise thực hiện không kích lên đảo san hô Jaluit vào ngày 20 tháng 2, rồi hướng về Majuro và Espiritu Santo. Tiếp tục hành trình vào ngày 15 tháng 3 cùng Đội đặc nhiệm 36.1, nó yểm trợ trên không và hỗ trợ gần mặt đất cho cuộc đổ bộ lên đảo Emirau từ ngày 19 đến ngày 25 tháng 3. Chiếc tàu sân bay quay lại gia nhập Lực lượng Đặc nhiệm 58 vào ngày 26 tháng 3, và trong 12 ngày tiếp theo, tham gia vào một loạt các cuộc tấn công vào các đảo Yap, Ulithi, Woleai, và Palau. Sau một tuần lễ nghỉ ngơi và bổ sung tiếp liệu tại Majuro, Enterprise khởi hành ngày 14 tháng 4 để hỗ trợ cuộc đổ bộ lên khu vực Hollandia thuộc New Guinea, rồi lại tấn công Truk lần nữa trong các ngày 29 và 30 tháng 4.
Vào ngày 6 tháng 6 năm 1944, nó cùng với Đội đặc nhiệm 58.3 khởi hành từ Majuro để sáp nhập cùng phần còn lại của Lực lượng Đặc nhiệm 58 tham gia chiến dịch đổ bộ lên quần đảo Mariana. Thực hiện không kích lên các đảo Saipan, Rota và Guam từ ngày 11 đến ngày 14 tháng 6, các phi công của Enterprise đã hỗ trợ trực tiếp cho cuộc đổ bộ lên Saipan ngày 15 tháng 6, và hỗ trợ gần mặt đất cho lực lượng trên đảo trong hai ngày tiếp theo.
Nhận biết được một kế hoạch lớn của quân Nhật nhằm phá vỡ việc chiếm đóng Saipan, Đô đốc Spruance, giờ đây là tư lệnh của Đệ Ngũ hạm đội Hoa Kỳ, đã bố trí lại đội hình của Lực lượng Đặc nhiệm 58 nhằm đối phó mối đe dọa này.

### Trận chiến biển Philippine
Vào ngày 19 tháng 6 năm 1944, trận chiến tàu sân bay lớn nhất trong lịch sử đã diễn ra: Trận chiến biển Philippine. Trong hơn tám giờ, phi công của Hải quân Hoa Kỳ và Hải quân Đế quốc Nhật đã giao chiến tại vùng trời bên trên Lực lượng Đặc nhiệm 58 và quần đảo Mariana. Đến cuối ngày, chiến thắng của phía Mỹ đã trở nên rõ ràng, và sau khi kết thúc cuộc không kích nhắm vào hạm đội Nhật Bản ngày 20 tháng 6, chiến cuộc đã ngã ngũ. Sáu tàu chiến Mỹ bị hư hại, và có 130 máy bay cùng 76 phi công và thành viên đội bay bị mất. Với sự trợ giúp đáng kể từ các tàu ngầm Mỹ, ba tàu sân bay Nhật (Hiyō, Shōkaku và Taihō) bị đánh chìm cùng với 426 máy bay trên tàu sân bay bị bắn rơi. Không lực Hải quân Nhật Bản không thể nào hồi phục được sau thất bại này.
Enterprise đã tham gia cả trong việc phòng thủ hạm đội và sau đó tấn công lực lượng đặc nhiệm Nhật Bản vào buổi chiều tối. Trong quá trình thu hồi các máy bay tham gia không kích vào ban đêm đầy hoảng loạn, một chiếc máy bay tiêm kích và một chiếc máy bay ném bom đã hạ cánh cùng một lúc, nhưng điều kỳ diệu đã khiến cho không có tai nạn xảy ra. Kế hoạch tấn công hạm đội Nhật lúc nữa đêm dự định được thực hiện bởi các phi công chuyên bay đêm của chiếc Enterprise phải bị hủy bỏ do cần thực hiện hoạt động thu hồi và cứu hộ các máy bay không kích buổi chiều tối.
Sau trận đánh, Enterprise và các tàu phối thuộc tiếp tục yểm trợ cho chiến dịch Saipan đến tận ngày 5 tháng 7. Sau đó nó quay về Trân Châu Cảng để có một tháng nghỉ ngơi và sửa chữa. Trở lại hoạt động vào ngày 24 tháng 8, chiếc tàu sân bay cùng Lực lượng Đặc nhiệm 38 không kích vào các quần đảo Volcano và Bonin từ ngày 31 tháng 8 đến ngày 2 tháng 9, rồi nhắm vào các đảo Yap, Ulithi, và Palaus từ ngày 6 đến ngày 8 tháng 9.

### Trận chiến vịnh Leyte

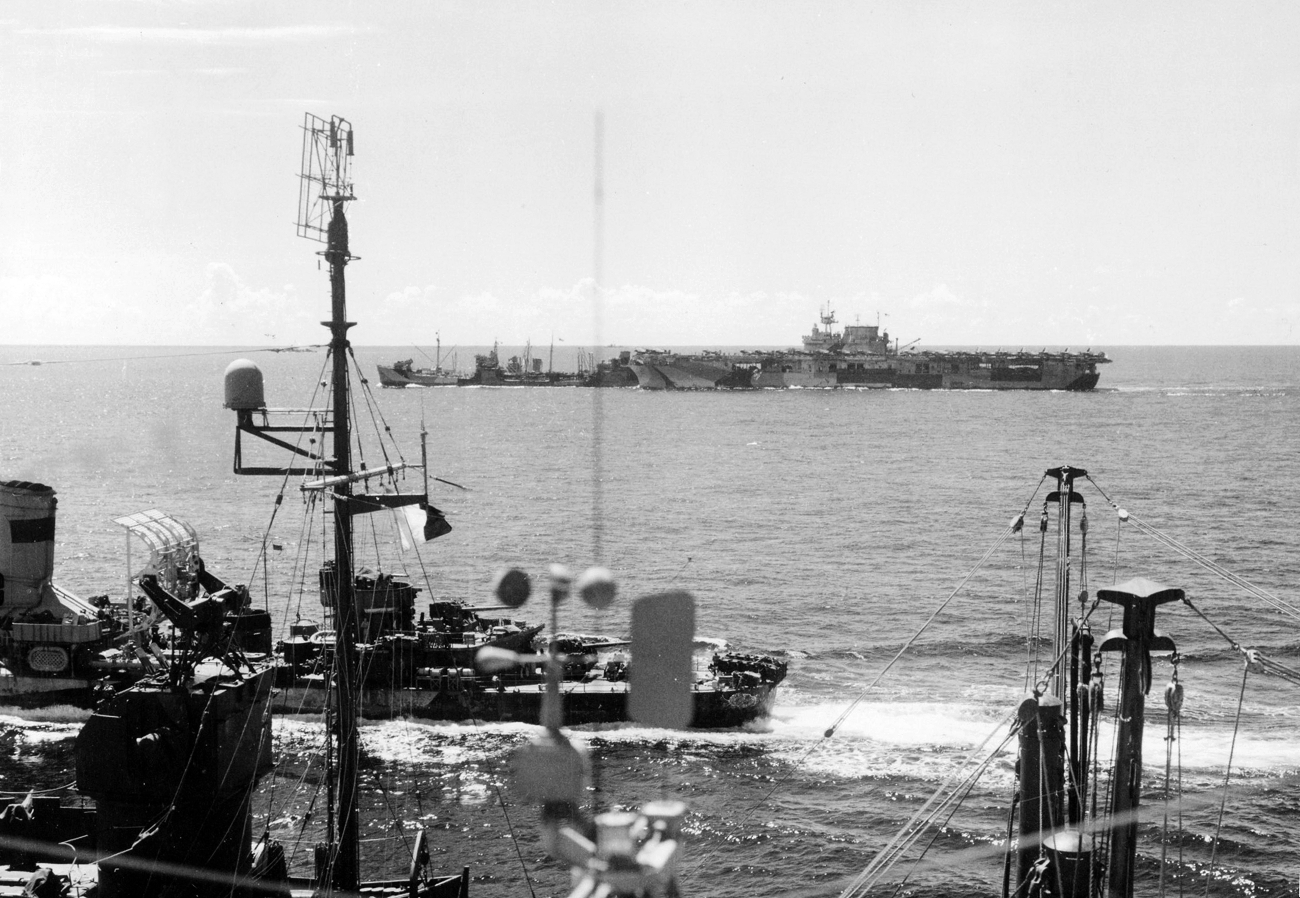
Enterprise cùng các tàu chiến thuộc Nhóm Đặc nhiệm 38.4 đang tiếp nhiên liệu ngoài khơi Leyte, 26 tháng 10 năm 1944.

Sau các hoạt động ở phía Tây quần đảo Palau, chiếc Enterprise gia nhập cùng các đơn vị khác của Lực lượng Đặc nhiệm 38 vào ngày 7 tháng 10 và hướng lên phía Bắc. Từ ngày 10 đến ngày 20 tháng 10, máy bay của nó đã hoạt động bên trên vùng trời Okinawa, Đài Loan và Philippines, tấn công các sân bay đối phương, các căn cứ trên bờ và tàu thuyền để chuẩn bị cho trận tấn công lên Leyte. Sau khi hỗ trợ cho cuộc đổ bộ lên đảo Leyte ngày 20 tháng 10, Enterprise hướng về Ulithi để được tiếp tế, nhưng sự xuất hiện của hạm đội Nhật Bản vào ngày 23 tháng 10 buộc phải gọi nó quay trở lại hoạt động.
Trong Trận chiến vịnh Leyte từ ngày 23 đến ngày 26 tháng 10, máy bay của Enterprise đã tấn công cả ba nhóm của lực lượng đối phương, bắn phá các thiết giáp hạm và tàu khu trục cho đến khi chiến sự kết thúc. Chiếc tàu sân bay ở lại tuần tra ngoài khơi phía đông Samar và Leyte cho đến tận cuối tháng 10, rồi nó rút lui về Ulithi để được tiếp tế. Trong tháng 11, máy bay của nó tấn công các mục tiêu trong khu vực Manila và đảo Yap. Nó quay về Trân Châu Cảng ngày 6 tháng 12 năm 1944.

### Iwo Jima, Okinawa, và kamikaze

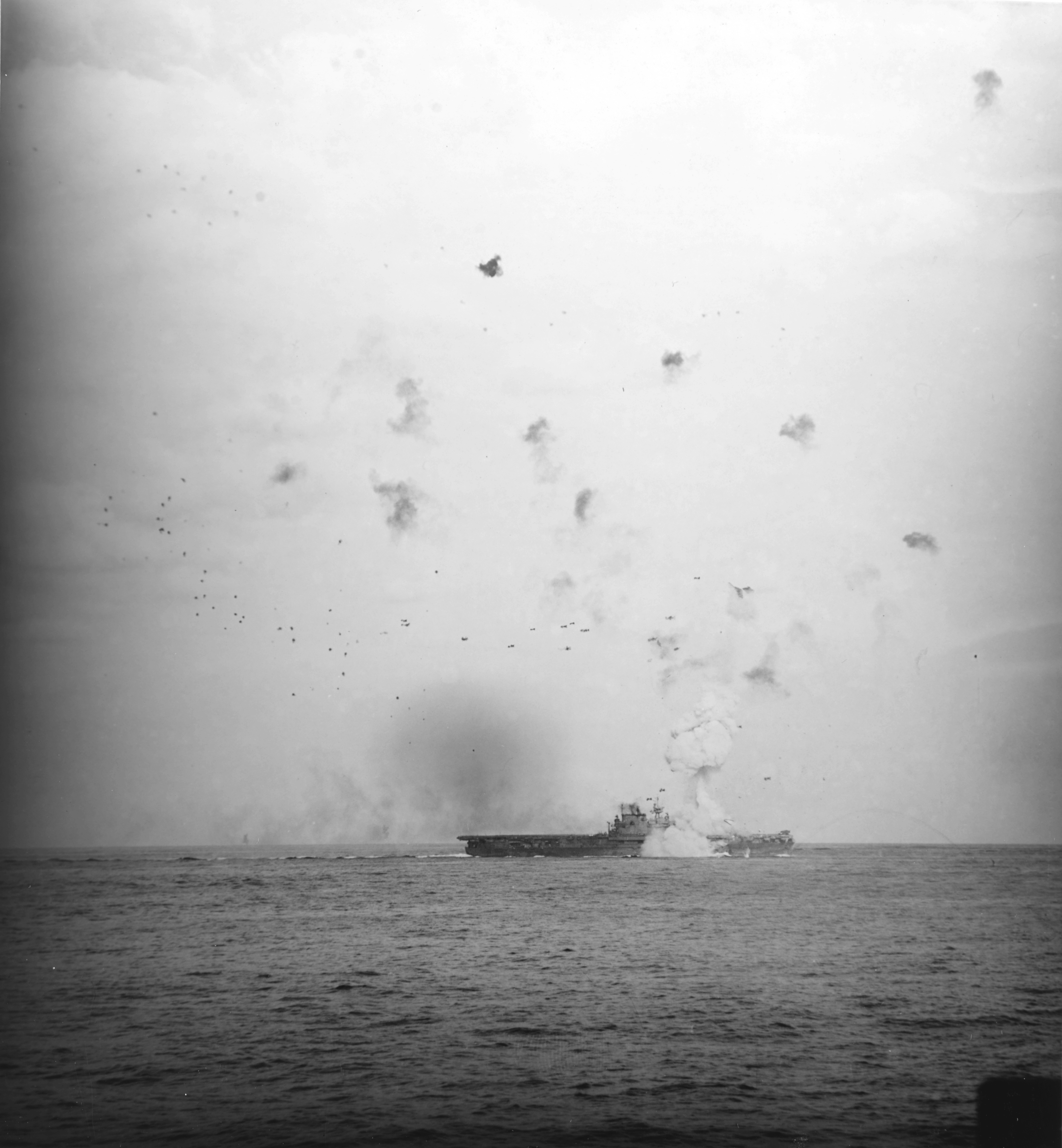
Một ảnh chụp từ thiết giáp hạm cho thấy một vụ nổ trên chiếc Enterprise sau khi bị một máy bay tấn công cảm tử Kamikaze đánh trúng. Thang nâng phía trước của chiếc tàu sân bay bị thổi bay khoảng 120 m (400 ft) vào không trung do sức mạnh của vụ nổ ở sáu sàn tàu bên dưới.

Khởi hành ngày 24 tháng 12 về hướng Philippines, Enterprise mang theo một phi đội được huấn luyện đặc biệt để hoạt động ban đêm trên tàu sân bay. Nó gia nhập Đội Đặc nhiệm 38.5 và lướt qua các vùng biển phía Bắc Luzon và biển Đông trong tháng 1 năm 1945, tấn công các mục tiêu trên bờ và các tàu thuyền suốt trong khu vực từ Đài Loan cho đến dọc bờ biển Đông Dương thuộc Pháp. Sau khi ghé lại Ulithi một thời gian ngắn, Enterprise gia nhập Đội Đặc nhiệm 58.5 vào ngày 10 tháng 2 và thực hiện việc tuần tra chiến đấu trên không cả ngày và đêm cho Lực lượng Đặc nhiệm 58 khi chúng không kích xuống Tokyo vào các ngày 16 và 17 tháng 2.
Sau đó nó hỗ trợ cho lực lượng Thủy quân Lục chiến trong trận Iwo Jima từ ngày đổ bộ, 19 tháng 2, cho đến tận ngày 9 tháng 3 khi nó quay về Ulithi. Vào một giai đoạn trong thời kỳ này, máy bay của Enterprise đã bay liên tục bên trên bầu trời Iwo Jima trong 174 giờ. Rời Ulithi ngày 15 tháng 3, chiếc tàu sân bay tiếp tục các hoạt động ban đêm không kích vào Kyūshū, Honshū và các tàu thuyền trong vùng biển nội địa Nhật Bản. Bị hư hại nhẹ bởi một trái bom đối phương vào ngày 18 tháng 3, Enterprise quay về Ulithi trong sáu ngày để được sửa chữa.
Trở lại hoạt động ngày 5 tháng 4, nó yểm trợ cho chiến dịch Okinawa cho đến khi bị hư hại vào ngày 11 tháng 4, lần này bởi một máy bay cảm tử, và bị buộc phải quay về Ulithi. Hoạt động ngoài khơi Okinawa một lần nữa từ ngày 6 tháng 5, Enterprise thực hiện các chuyến bay tuần tra liên tục suốt ngày đêm vì các hoạt động tấn công cảm tử Kamikaze ngày càng gia tăng. Ngày 14 tháng 5 năm 1945, nó chịu đựng thiệt hại cuối cùng của Thế Chiến II khi bị một máy bay tấn công tự sát đâm trúng, làm phá hủy thang nâng máy bay phía trước, giết chết 14 người và làm bị thương 34 người khác. Chiếc tàu sân bay bị buộc phải quay về Xưởng Hải quân Puget Sound để sửa chữa, đến nơi vào ngày 7 tháng 6, và vẫn còn ở lại đó khi chiến tranh kết thúc ngày 15 tháng 8 năm 1945.

## Các hoạt động sau chiến tranh

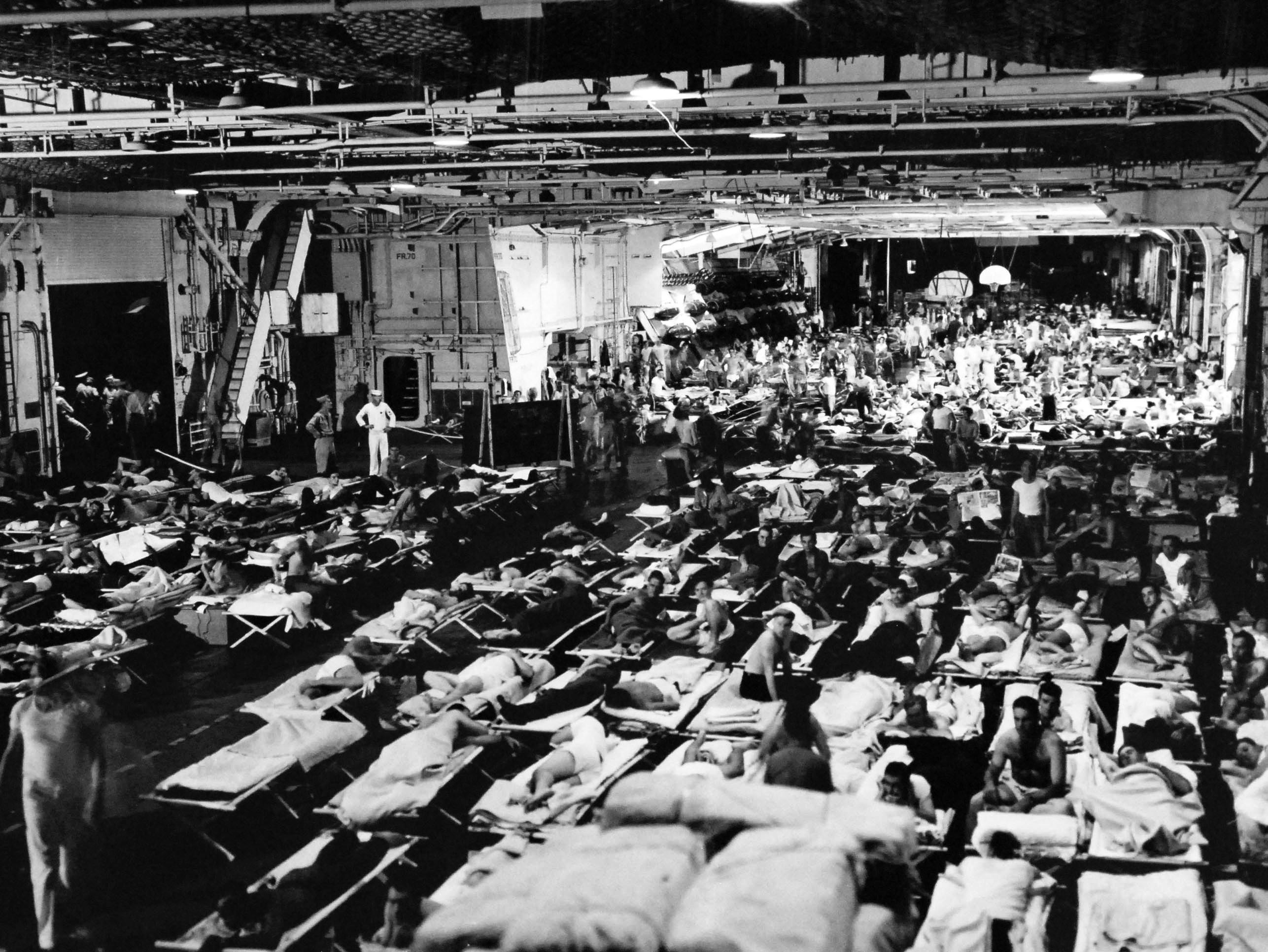
Binh lính Mỹ quay về nước, ở trong khoang chứa máy bay của chiếc Enterprise, năm 1945.

### Chiến dịch Magic Carpet
Được phục hồi về tình trạng tốt nhất, Enterprise khởi hành đi Trân Châu Cảng rồi quay về Mỹ với khoảng 1.100 quân nhân hết hạn phục vụ, rồi tiếp tục hành trình đến New York, và đến nơi vào ngày 17 tháng 10 năm 1945. Hai tuần sau, nó đi đến Boston để được lắp đặt các phương tiện nghỉ ngơi bổ sung, rồi nó bắt đầu một loạt chuyến đi đến Châu Âu trong Chiến dịch Magic Carpet (Chiếc Thảm Thần), đưa về nước gần 10.000 cựu chiến binh trong hoạt động phục vụ cuối cùng cho đất nước của nó. Trong một chuyến đi đến châu Âu, nó được Sir Albert Alexander, Bộ trưởng Hải quân, thăm viếng và trao tặng cho chiếc Enterprise phần thưởng Cờ hiệu Hải quân Anh, phần thưởng cao nhất của Hải quân Hoàng gia. Enterprise là chiếc tàu duy nhất không thuộc Hải quân Hoàng gia được nhận phần thưởng này trong suốt lịch sử hơn 400 năm kể từ khi đặt ra nó.

### Kết thúc hoạt động "Big E"

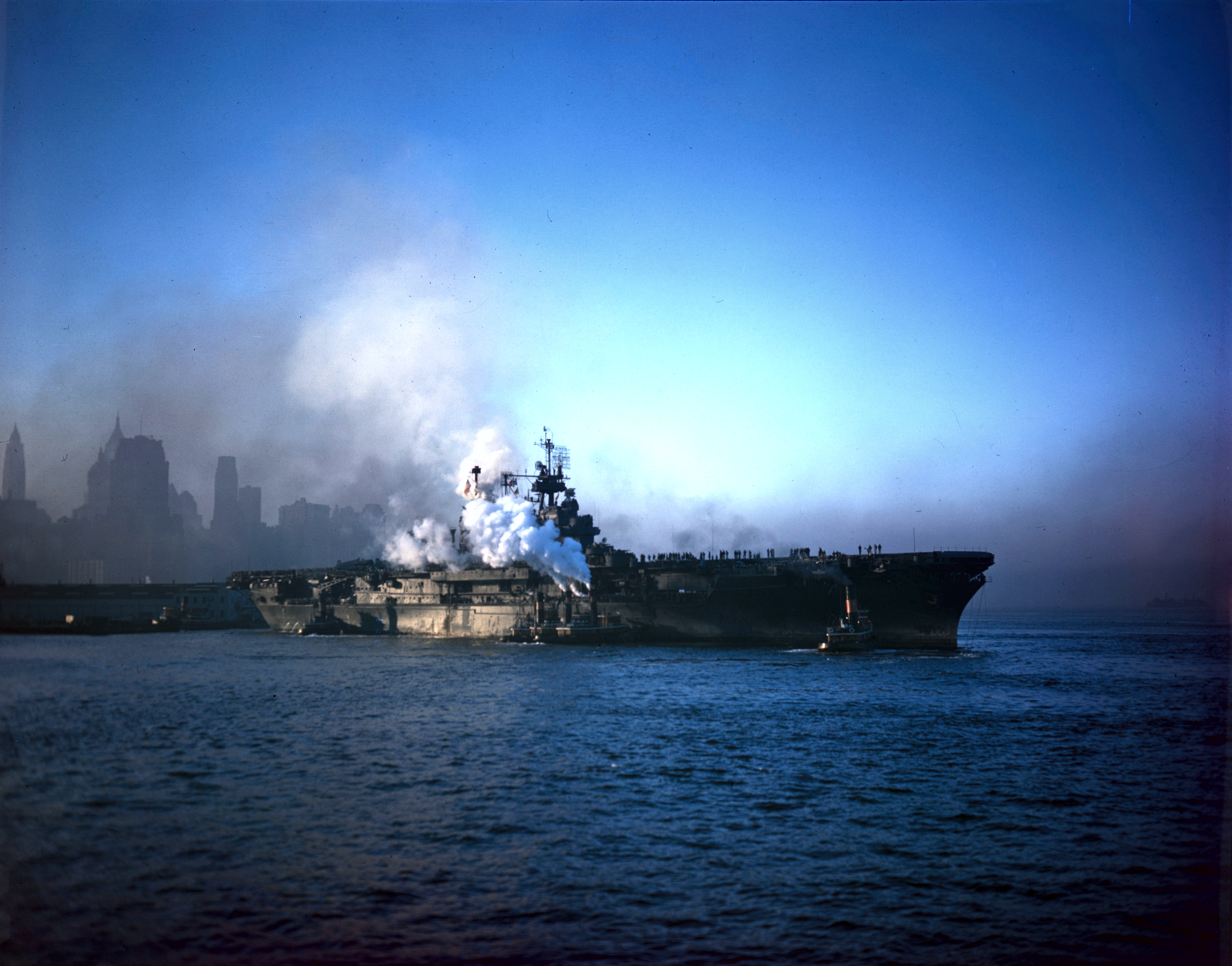
Enterprise đang neo đậu tại Thành phố New York, 17 tháng 10 năm 1945.

Enterprise vào Xưởng Hải quân New York ngày 18 tháng 1 năm 1946 để cho ngừng hoạt động, và được cho rút biên chế vào ngày 17 tháng 2 năm 1947. Trong năm 1946, nó được dự định chuyển cho tiểu bang New York như một đài lưu niệm thường trực, nhưng kế hoạch này bị ngưng lại vào năm 1949. Các dự định được thực hiện tiếp theo sau nhằm bảo tồn con tàu như là một viện bảo tàng hay một nhà lưu niệm, nhưng các nỗ lực gây quỹ bị thất bại không thể quyên góp đủ tiền để mua lại con tàu từ Hải quân, nên "Big E" bị bán vào ngày 1 tháng 7 năm 1958 cho hãng Lipsett Corporation thuộc thành phố New York để được tháo dỡ tại Kearny, New Jersey. Người ta hứa sẽ giữ lại cột anten ba chân đặc trưng cho sân vận động mới của Học viện Hải quân, nhưng việc này không bao giờ được thực hiện; thay vào đó, một tấm biển lưu niệm được đặt dưới chân nơi vẫn được gọi là "Tháp Enterprise". Công việc tháo dỡ được hoàn tất vào tháng 5 năm 1960. Đến năm 1984, một gian "Triển lãm Enterprise" thường trực được dành riêng tại Bảo tàng Không lực Hải quân tại Căn cứ Không lực Hải quân Pensacola, Florida để lưu giữ các hiện vật, hình ảnh và các vật dụng lịch sử khác.
Các hiện vật còn lại của Enterprise bao gồm chiếc chuông của con tàu Lưu trữ ngày 6 tháng 10 năm 2008 tại Wayback Machine, được đặt tại Học viện Hải quân Hoa Kỳ, vốn theo truyền thống chỉ được rung lên mỗi khi học viên hải quân chiến thắng học viên của West Point; và tấm biển tên ở phía đuôi tàu rộng 5 m (16 ft) và nặng một tấn được đặt tại công viên Little League ở River Vale, New Jersey; Tấm biển hoạt động và một trong những chiếc neo của nó được trưng bày tại Xưởng hải quân Washington tại Washington, D.C.. Nhiều hiện vật và vật lưu niệm khác (bao gồm một trong những ô cửa sổ của nó) được lưu giữ bên trên chiếc tàu sân bay nguyên tử tiếp nối tên của nó.

## Phần thưởng và danh hiệu
Đơn vị Tuyên dương Tổng thống
Vì đã thi hành một cách kiên định nổi bật và có thành tích xuất sắc trong các hoạt động liên tục chống lại lực lượng Nhật Bản thù địch trong chiến tranh tại khu vực Thái Bình Dương, từ ngày 7 tháng 12 năm 1941 đến ngày 15 tháng 11 năm 1942. Tham gia hầu hết mọi chiến dịch tàu sân bay chủ yếu trong năm đầu tiên của chiến tranh, Enterprise và nhóm không lực của nó, bất chấp sự phá hủy các cơ sở hậu cần trong suốt khu vực chiến sự, đã tự thân đánh chìm hay gây hư hại cho tổng cộng 35 tàu thuyền Nhật Bản và bắn rơi tổng cộng 185 máy bay Nhật. Tinh thần năng nổ và hiệu quả chiến đấu xuất sắc của nó là nhờ các sĩ quan và thủy thủ đã dũng cảm xây dựng nó như một bức tường bảo vệ tuyến đầu trong công việc phòng thủ đất nước Hoa Kỳ.
Ngoài danh hiệu "Đơn vị Tuyên dương Tổng thống", Enterprise còn được nhận danh hiệu Đơn vị Tuyên dương Hải quân và 20 Ngôi sao Chiến đấu vì thành tích phục vụ trong Thế Chiến II.
|             |  |                                                       |
| Bronze star |  | Silver star · Silver star · Silver star · Silver star |
|             |  | Bronze star                                           |

| Đơn vị Tuyên Dương Tổng thống                                 | Đơn vị Tuyên Dương Tổng thống            | Đơn vị Tuyên dương Hải quân              | Đơn vị Tuyên dương Hải quân                                              |
| Huân chương Phục vụ Phòng vệ Hoa Kỳ với 1 Ngôi sao Chiến trận | Huân chương Chiến dịch Hoa Kỳ            | Huân chương Chiến dịch Hoa Kỳ            | Huân chương Chiến dịch Châu Á-Thái Bình Dương với 20 Ngôi sao Chiến trận |
| Huân chương Chiến thắng Thế Chiến II                          | Đơn vị Tuyên dương Tổng thống Philippine | Đơn vị Tuyên dương Tổng thống Philippine | Huân chương Giải phóng Philippine với 1 Ngôi sao Chiến trận              |